# Ça brûle (film, 2006)
Pour le film de 1964, voir Ça brûle (film, 1964).
Pour plus de détails, voir Fiche technique et Distribution.
Ça brûle est un film français réalisé par Claire Simon sorti en 2006.

## Synopsis
Elle habite dans le Var, elle a un cheval, elle est en colère. L'histoire de l'amour exalté d'une adolescente de 15 ans pour un homme du pays : Jean, 37 ans, instituteur, pompier volontaire, marié et père de deux enfants. C'est le début des vacances et de l'éternité de l'été.
Claire Simon montre dans ce film une excellente compréhension des rêves des adolescents et de l'adolescence.

## Fiche technique
- Titre original : Ça brûle
- Réalisation : Claire Simon
- Scénario : Jérôme Beaujour, Claire Simon, Nadège Trébal
- Production : Gilles Sandoz
- Musique : Martin Wheeler
- Photographie : Pascale Granel
- Montage : Daniel Gibel, Julien Lacheray
- Décors : Dan Bevan
- Costumes : Monic Parelle
- Pays :  France
- Durée : 111 minutes
- Format : couleur
- Date de sortie :  France : 16 août 2006

## Distribution
- Camille Varenne : Livia
- Gilbert Melki : Jean Susini
- Kader Mohamed : Moisi
- Marion Maintenay : Amanda
- Olivia Willaumez : La mère de Livia
- Viviane Bonelli : Mélanie
- Jean-Quentin Châtelain : Le père de Livia
- Patrick Moutonnet : L'acolyte du père
- Edith Amsellem : Chloé, la femme de Jean
- Morgane Moré : Aurélie
- Christophe Ballester : Marc
- Pierre Gorris : Jean-Pierre
- Guillaume Barraud : René
- Lionel Mazouillé : Lionel
- Mourad Boukebal : Mourad